# 莫赫悬崖

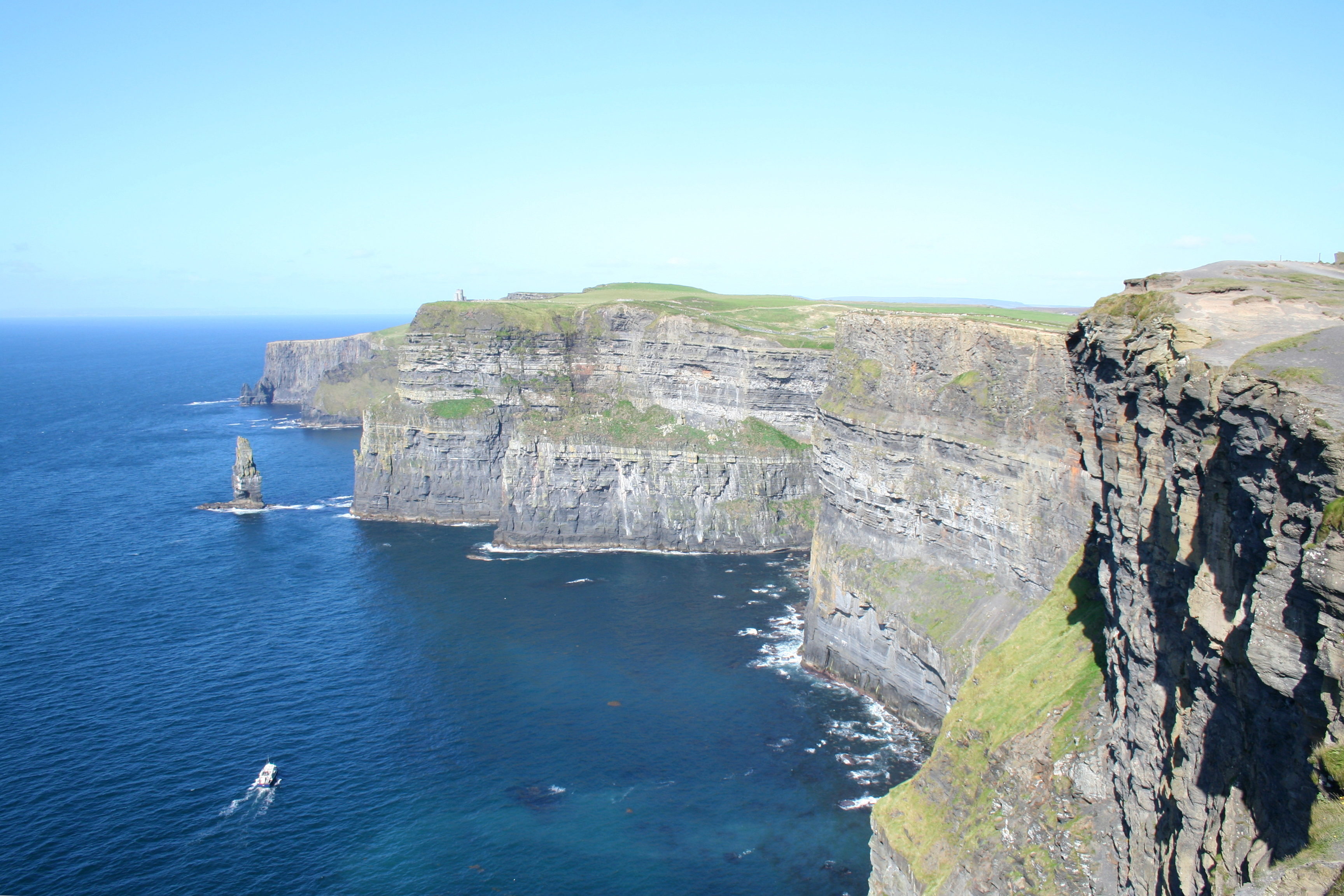

52°56′10″N 9°28′15″W / 52.93611°N 9.47083°W
莫赫悬崖位于爱尔兰西海岸克莱尔郡境内，是欧洲最高的悬崖，最高点高出大西洋海平面有214米，悬崖沿着爱尔兰西海岸绵延8千米。莫赫悬崖是爱尔兰最重要的海鸟栖息地，每年有超过30000只海鸟在那里繁殖后代，悬崖上还生长着许多珍稀植物品种。莫赫悬崖还是众多电影的取景地，包括2009年上映的影片《哈利·波特与混血王子》。

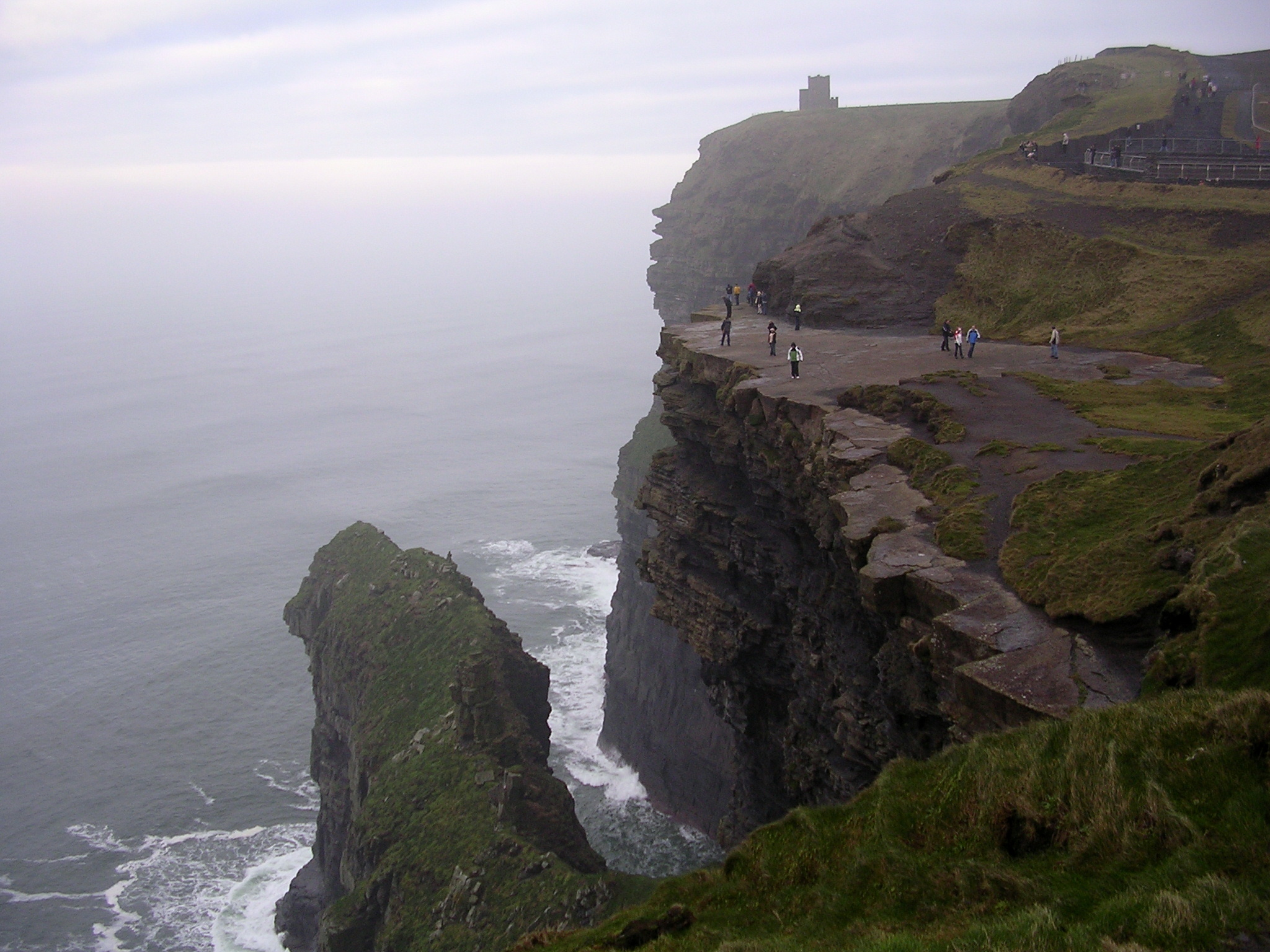
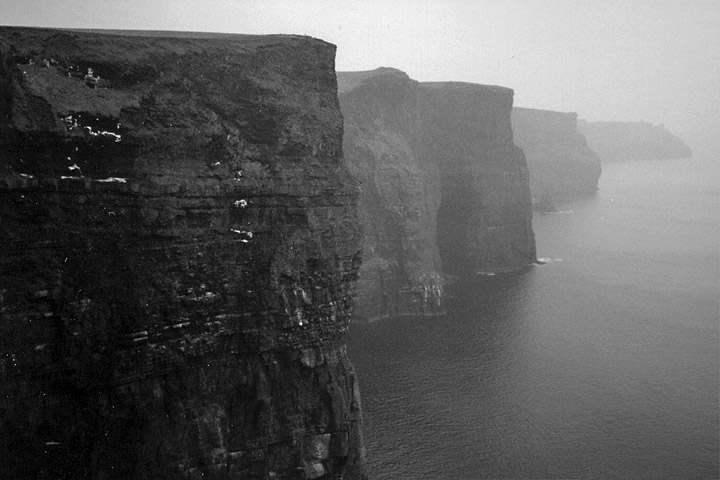
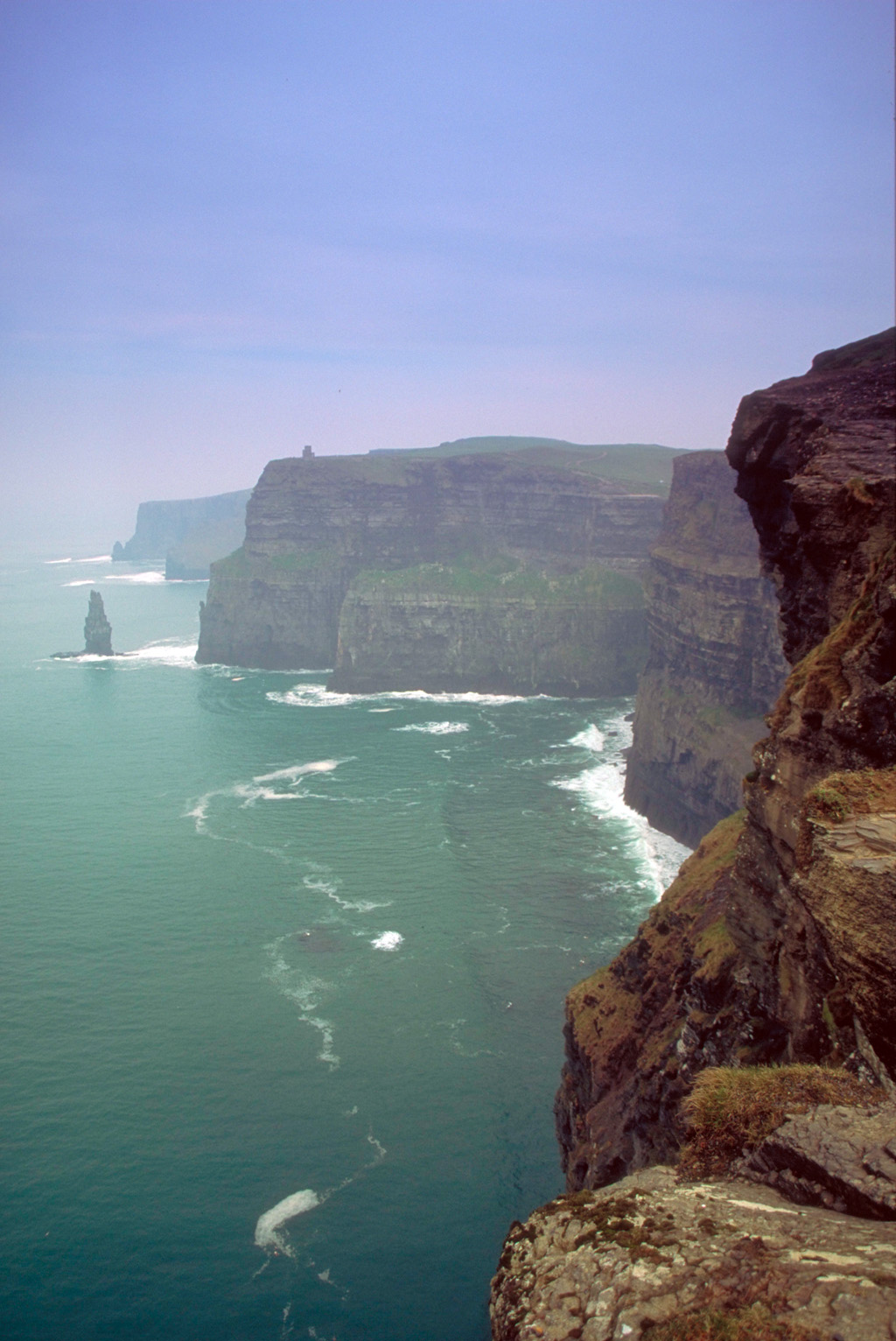
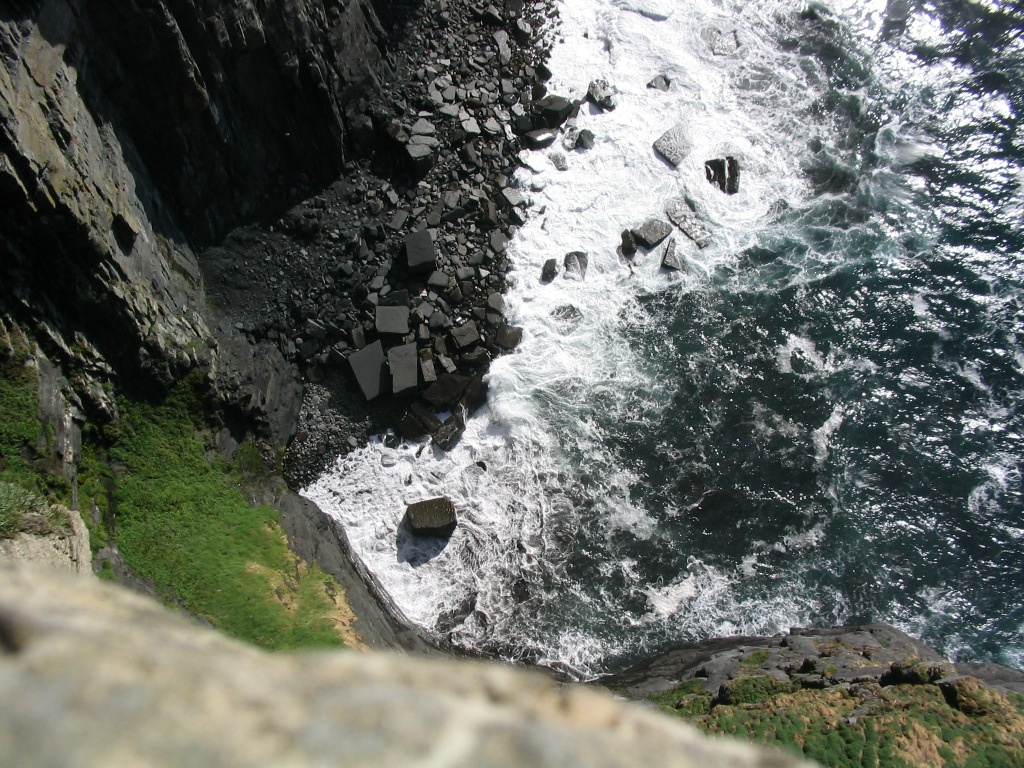
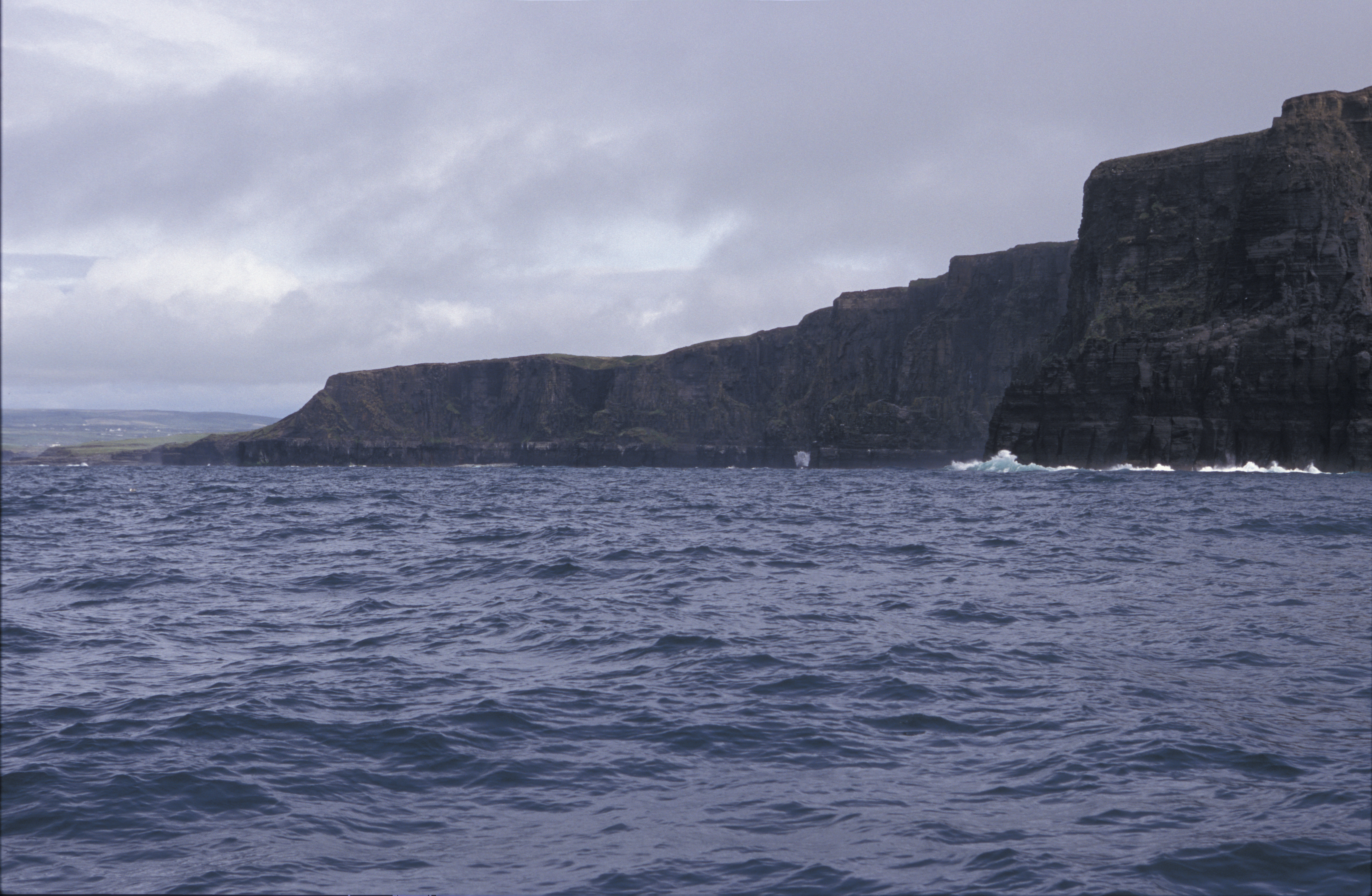
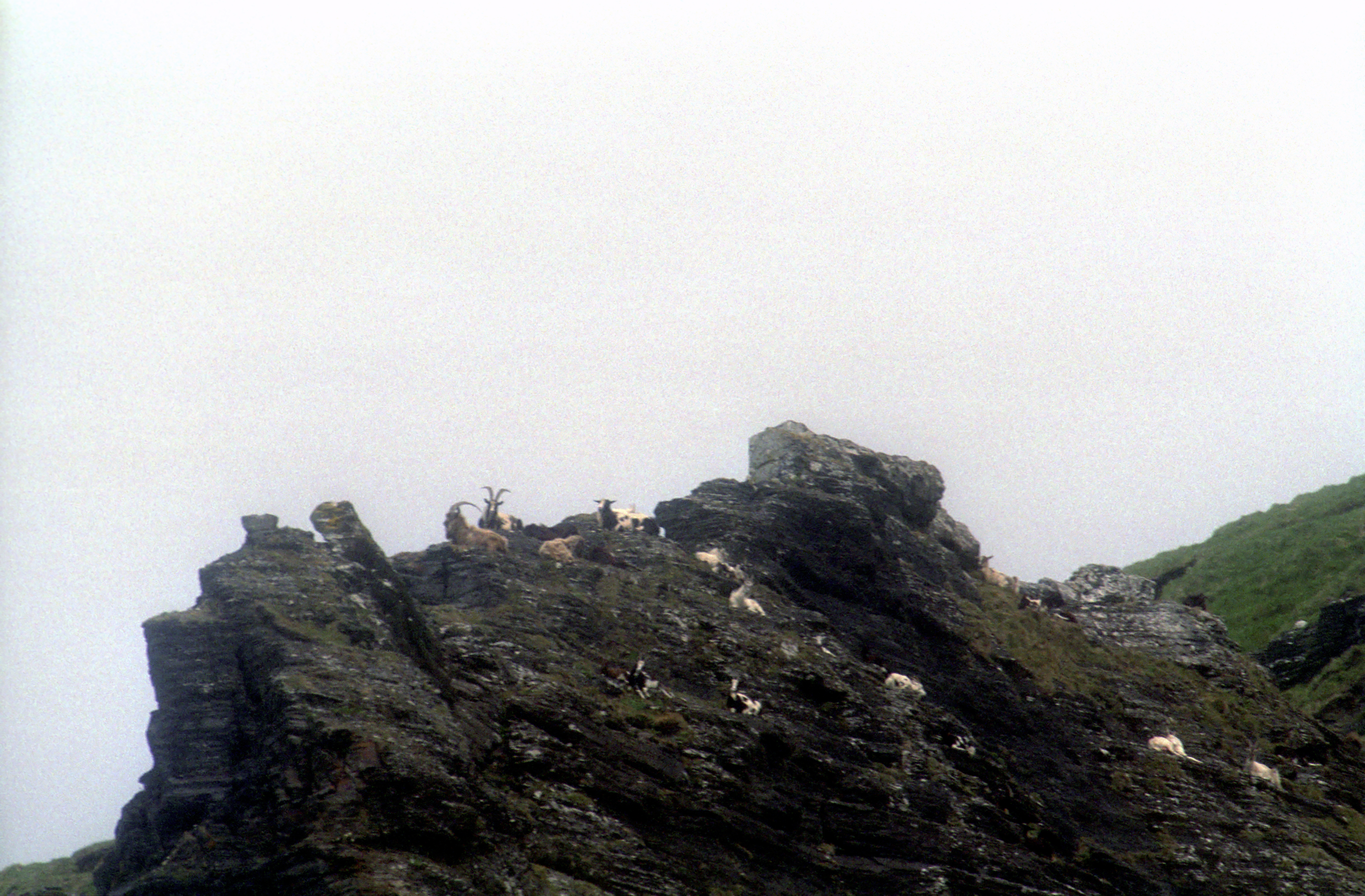
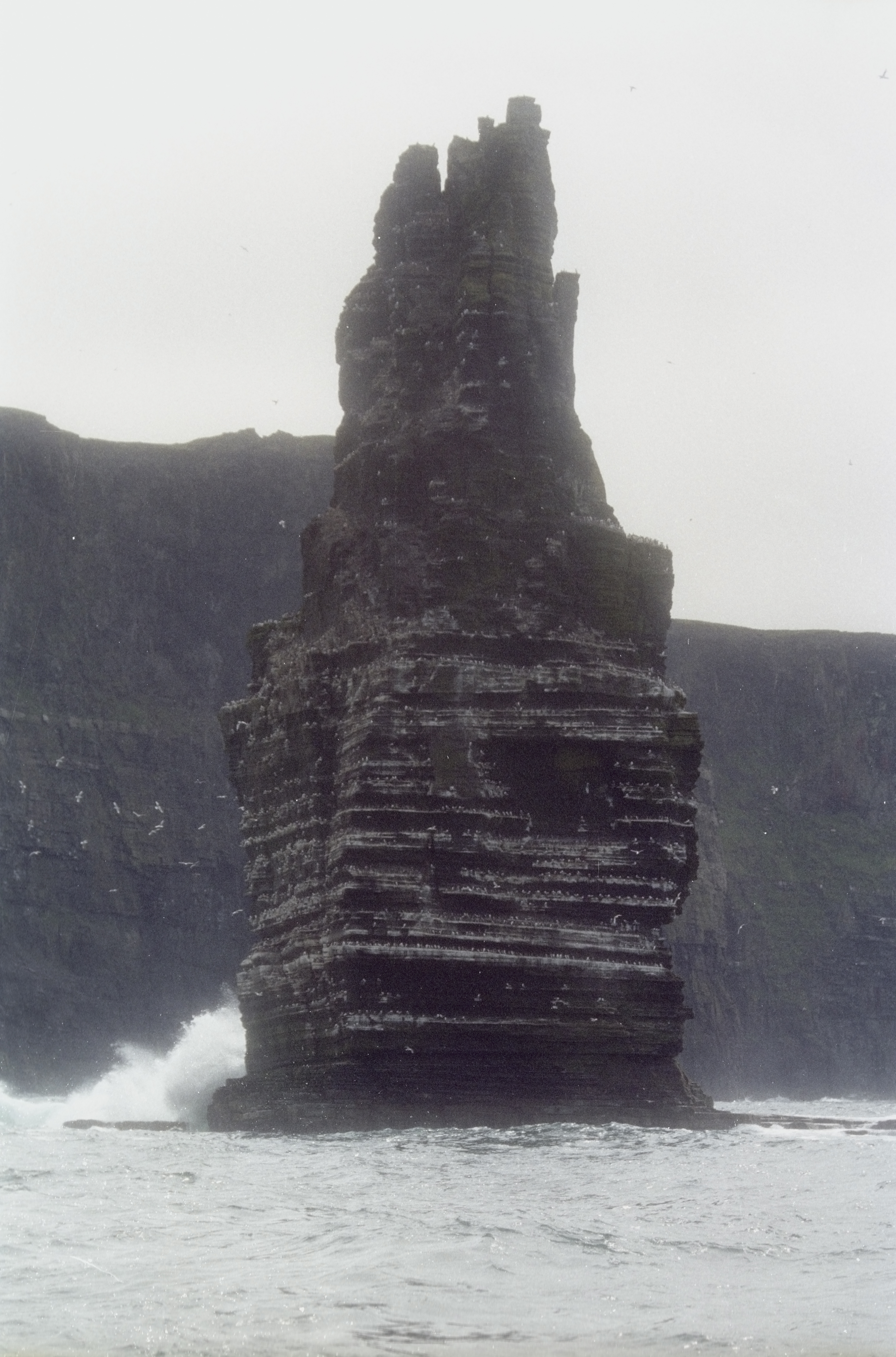
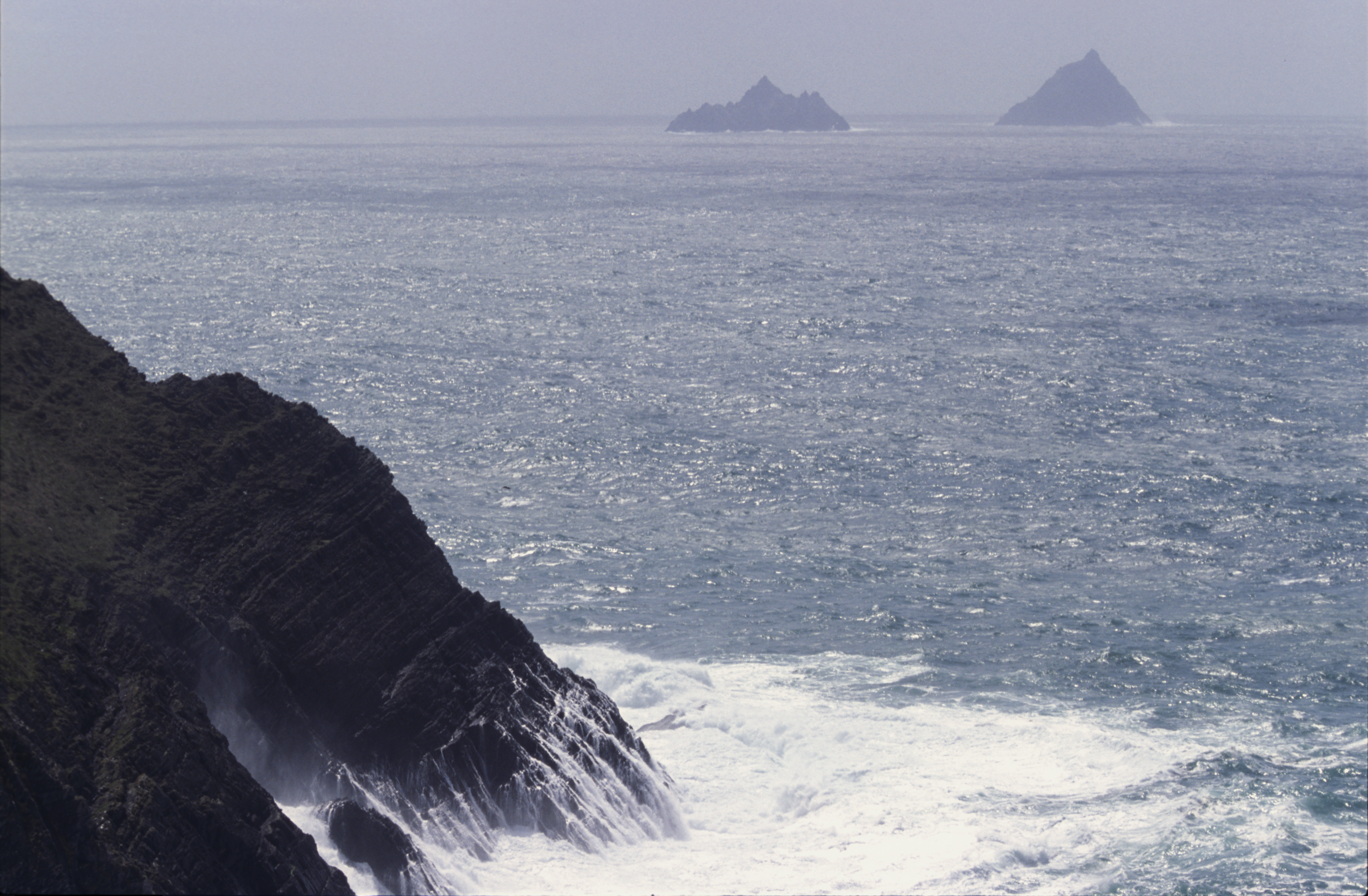